# Antónia a Portugaliei
Infanta Antónia a Portugaliei (Antónia Maria Fernanda Micaela Gabriela Rafaela Francisca de Assis Ana Gonzaga Silvéria Júlia Augusta de Saxe-Coburgo-Gotha e Bragança; n. 17 februarie 1845 – 27 decembrie 1913), a fost infantă a Portugaliei, prințesă a casei de Braganza-Saxa-Coburg-Gotha, fiica reginei Maria a II-a a Portugaliei și a soțului ei, regele consort Ferdinand al II-lea al Portugaliei.

## Date biografice
Antónia s-a născut în 1845 la Palatul Necessidades din Lisabona. S-a căsătorit cu Leopold, Prinț de Hohenzollern-Sigmaringen la 12 septembrie 1861. Au avut trei băieți:
- Wilhelm (1864–1927), care a succedat ca Prinț de Hohenzollern; căsătorit prima dată cu Prințesa Maria Teresa a Celor Două Sicilii și a doua oară cu Prințesa Adelgunde de Bavaria
- Ferdinand  (1865–1927), mai târziu Rege al României; căsătorit cu Prințesa Maria de Edinburgh
- Karl Anton (1868–1919), căsătorit cu Prințesa Josephine Caroline a Belgiei

Antónia de Braganza a murit în Germania în 1913.

## Arbore genealogic
1. ↑  RKDartists, accesat în 3 septembrie 2022